# Acuario de Key West
El Acuario de la Florida (en inglés: Key West Aquarium) es el único acuario público en Key West, Florida, Estados Unidos. Construido entre 1932 y 1934, el Acuario de Key West es uno de los más antiguos acuarios de la Florida en Estados Unidos. Durante la Gran Depresión, Key West había entregado una comunicación al gobierno federal debido a la catástrofe económica que había azotado la isla. El gobierno federal creyó que Key West, con su buen clima y ubicación, sería un destino turístico maravilloso. El Proyecto de administración de Obras (WPA) fue lanzado y se construyó la atracción turística. El acuario estaba originalmente presentado como un acuario al aire libre, uno de la primeros y más grandes para el momento.